# Aféra Teapot Dome

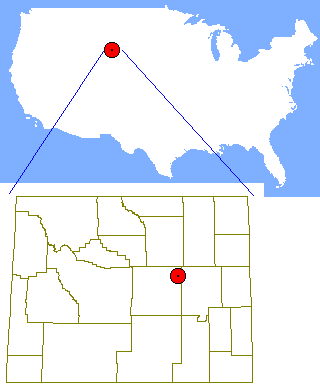
Teapot Dome na slepé mapě USA (nahoře) a jeho lokalizace ve státě Wyoming (výseč dole).

Aféra Teapot Dome je jedním z nejrozsáhlejších skandálů 20. let 20. století ve Spojených státech amerických.

## Popis aféry

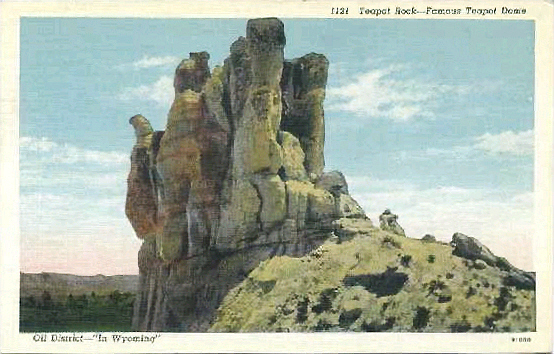
Okolí Teapot Dome cca v roce 1922 na pohlednici

Teapot Dome je název ložiska ropy, které se nacházelo ve státě Wyoming, patřící federální vládě země. V roce 1921 se nový prezident Warren G. Harding rozhodl změnit správce tohoto území. Tak došlo k přesunu výkonu pravomocí nad Teapot Dome z ministerstva námořnictva do rukou ministerstva vnitra pod vedením Alberta Falla, který byl zároveň prezidentovým dlouholetým přítelem z Ohia.
Ministr Fall bez prodlení uzavřel smlouvu o pronájmu ropného ložiska soukromé těžební firmě Mammoth Oil Company. Zákonné výběrové řízení nebylo vypsáno. Následovaly obdobné kroky ministra vnitra ve věci dalších ložisek v Elk Hillu (Kalifornie), které pronajal firmě Pan-American and Transportation Company. Bez povšimnutí však nezůstal růst životní úrovně Fallovy rodiny. V důsledku toho bylo zahájeno vyšetřování Kongresem a zjištěno, že ministr vnitra přijal úplatek ve výši 400 000 dolarů v „malé černé tašce“. Všechny jím uzavřené smlouvy o pronájmu byly neprodleně zrušeny a sám Fall v roce 1929 shledán vinným ze zpronevěry. Vznikly spekulace o propojení na prezidenta Hardinga, který však zemřel již v roce 1923.

## Význam místa
Lokalita Teapot Dome byla a dosud je významná také paleontologicky - byly zde objeveny horniny z období přelomu křídy a paleocénu, tedy z doby hromadného vymírání druhů před 66 miliony let. Tomu padli za oběť například slavní dinosauři, ale také mnoho jiných druhů organismů.